# Mörtsjön, Västmanland
Mörtsjön är en sjö i Sala kommun i Västmanland och ingår i Dalälvens huvudavrinningsområde. Sjön är 4,8 meter djup, har en yta på 0,0944 kvadratkilometer och befinner sig 91,2 meter över havet.

## Delavrinningsområde
Mörtsjön ingår i det delavrinningsområde (666659-153646) som SMHI kallar för Ovan Mårtsbobäcken. Medelhöjden är 91 meter över havet och ytan är 7,25 kvadratkilometer. Det finns ett avrinningsområde uppströms, och räknas det in blir den ackumulerade arean 16,59 kvadratkilometer. Storån som avvattnar avrinningsområdet har biflödesordning 2, vilket innebär att vattnet flödar genom totalt 2 vattendrag innan det når havet efter 123 kilometer. Avrinningsområdet består mestadels av skog (77 procent). Avrinningsområdet har 0,2 kvadratkilometer vattenytor vilket ger det en sjöprocent på 2,7 procent.